# Varanus marathonensis
Varanus marathonensis — вимерлий вид плазунів з родини варанових, який жив у Європі. Відомий зі знахідок у Німеччині, Греції, Угорщині й Туреччині. Більшість палеонтологів вважають, що вид помер, коли клімат став холоднішим у процесі переходу до раннього пліоцену. У той же час зникли Michauxophis occitanus з родини Валикові змії (Aniliidae) й види роду Naja. V. marathonensis Varanus griseus найтісніше пов'язаний зі збереженими Varanus griseus і Varanus darveskii.